# Trematomus vicarius
Trematomus vicarius és una espècie de peix pertanyent a la família dels nototènids.

## Descripció
- Pot arribar a fer 35 cm de llargària màxima.
- 6 espines i 33-38 radis tous a l'aleta dorsal i 31-34 radis tous a l'anal.[6][7]

## Alimentació
Menja principalment ous de peix i, en menor mesura, amfípodes, decàpodes, peixos, isòpodes, poliquets i nemertins.

## Hàbitat
És un peix d'aigua marina, demersal i de clima polar (53°S-55°S) que viu entre 20 i 240 m de fondària.

## Distribució geogràfica
Es troba a l'oceà Antàrtic: les badies de Cumberland i Stromness a l'illa de Geòrgia del Sud.

## Observacions
És inofensiu per als humans.